# Симеон Ангелов
Симеон (Тиме, Чиме) Ангелов е български революционер, горноджумайски войвода на Върховния македоно-одрински комитет.

## Биография
Ангелов е роден в горноджумайското село Железница. Влиза във ВМОК и е куриер на организацията. Става четник при мичман Тодор Саев. По-късно е самостоятелен войвода. Участва в Горноджумайското въстание в 1902 година. Умира на 10 ноември 1902 година в Бураново.